# Stanisław Karwowski (1848–1917)
Stanisław Karwowski herbu Pniejnia (ur. 25 lutego 1848 w Lesznie, zm. 1917 w Berlinie) – profesor, historyk, geograf, lingwista, pedagog, publicysta, działacz społeczny w Wielkopolsce i na Śląsku.

## Życiorys
Pochodził z mazowieckiej szlacheckiej rodziny herbu Pniejnia, osiadłej w miastach Wielkopolski. Syn Adama Karwowskiego, nauczyciela matematyki i polskiego w gimnazjum w Lesznie i matki Ferdynardy Habdank Białoskórskiej. Ukończył gimnazjum w Lesznie, studiował na uniwersytetach we Wrocławiu i w Berlinie, w 1870 r. otrzymał w Halle tytuł doktora w dziedzinie filozofii pracą pt. De Livonia imperio Sigismundi Augusti, regis Poloniae subjecta.
Profesor w Królewskim Katolickim Gimnazjum w Ostrowie. Występował przeciwko germanizacji. W 1874 przesiedlony przymusowo, za odmowę nauczania w języku niemieckim, do Żagania. Później pracował jeszcze jako profesor gimnazjalny w Głubczycach. W 1907 r. jako emeryt zamieszkał w Poznaniu, gdzie był m.in. wiceprezesem PTPN. Został pochowany na cmentarzu parafialnym św. Marcina (staromarcińskim) w Poznaniu.
Badacz dziejów Wielkopolski. Członek Towarzystwa Literacko-Słowiańskiego, przewodniczący Wydziału Historyczno-Literackiego Towarzystwa Przyjaciół Nauk. Interesował się dziejami Wielkopolski, ale także i Śląska oraz genealogią wybitnych rodzin szlacheckich.
W dorobku Karwowskiego wysuwa się na czoło 3-tomowa Historia Wielkiego Księstwa Poznańskiego, którą ocenia się jako nieocenioną kronikę życia politycznego oraz społeczno-kulturalnego z okresu zaboru. Publikował w „Roczniku Towarzystwa Przyjaciół Nauk”, „Przeglądzie Wielkopolskim” i innych.
Autor monografii wielkopolskich miast: Gniezna, Leszna, Jarocina, Lwówka, Rakoniewic- Jarocin i jego dziedzice (1903); Genealogia Łodzia Brodnickich (1910); Szlachta polska a chłopi (1911); Lwówek i jego dziedzice (1914); Leszczyńscy herbu Wieniawa (1914) oraz wiele innych.
Pochowany na cmentarzu św. Jana Vianneya w Poznaniu.
Żoną Stanisława Karwowskiego była Maria Pstrokońska, synem Adam Karwowski, lekarz, dermatolog, wenerolog, profesor Uniwersytetu Poznańskiego, który zyskał dużą popularność.
Jego imię nosi ulica w Poznaniu, Jarocinie i w Lesznie (tu ul. Karwowskich).

## Wybrane publikacje
- Kronika Miasta Leszna, Poznań 1877
- Gniezno, Poznań 1892,
- Kolegiata św. Jerzego i kościół św. Stanisława w Gnieźnie, Poznań 1896
- Czasopisma wielkopolskie Poznań 1908,
- Wielka encyklopedia powszechna ilustrowana (współpraca),
- Historia Wielkiego Księstwa Poznańskiego (3 tomy, wydane w roku 1918), tom 1, tom 2, tom 3
- Z przeszłości Śląska, część 1, część 2
- Wcielenie Inflant do Litwy i Polski 1558-1561.
- Klasztor PP. Cysterek w Ołoboku, Roczniki Towarzystwa Przyjaciół Nauk Poznańskiego, Tom XXVI. Zeszyt I